# Last to Know
Last to Know – singel Pink promujący jej trzeci album studyjny Try This.